# As Safra (huyện)
Huyện As Safra là một huyện thuộc tỉnh Sa`dah, Yemen. Đến thời điểm năm 2003, huyện này có dân số 50845 người